# توربية
التوربية (الاسم العلمي: Pedomicrobium) هي جنس من البكتيريا يتبع فصيلة الخيطبيات من رتبة المستجذريات.

## أنواع التوربية
- توربية أمريكية (الاسم العلمي:Pedomicrobium americanum)
- توربية أسترالية (الاسم العلمي:Pedomicrobium australicum)
- توربية صدئة (الاسم العلمي:Pedomicrobium ferrugineum)
- توربية منغنيزية (الاسم العلمي:Pedomicrobium manganicum)